# Barraca de Cal Jan
La barraca de Cal Jan, o barraca F-09, o barraca Cb-33, és una barraca de vinya situada al municipi de Subirats (Alt Penedès), en una parcel·la del carrer Sant Esteve del nucli d'Ordal.
És una construcció aixecada en pedra situada enmig d'una parcel·la urbanitzada sobre superfície plana, de planta circular i forma troncocònica, de 2,30 m de diàmetre interior i una alçada màxima de 1,85 m. La construcció és de la tipologia de sostre de falsa volta, típic en aquestes edificacions (acostament de filades de pedra seca, sense cap mena de material d'unió, i amb una gran llosa per tapar el sostre). La llinda de la porta és plana. El portal està orientat al sud-oest, té una alçada de 105 cm, una amplada de 60 cm i un gruix de 80 cm. Té afegida una terrassa a l'oest.
Els codis utilitzats en la denominació d'aquesta barraca procedeixen de dos estudis diferents que han intentat sistematitzar la informació sobre aquests elements arquitectònics al terme de Subirats. El primer codi (lletra + número) procedeix d'un estudi realitzat per Araceli Soler i Jaume Rovira. El segon codi (dues lletres + número) correspon a l'estudi realitzat per Crestabocs, Grup de Muntanya d'Ordal. La denominació 'barraca de Cal Jan' és el nom popular.